# Orso Mario Corbino

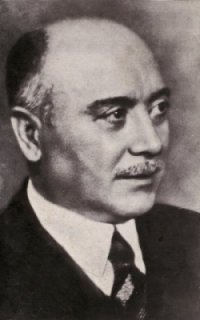
Orso Mario Corbino, 1920-1937

Orso Mario Corbino (Augusta, 30 april 1876 – Rome, 23 januari 1937) was een Italiaans natuurkundige en politicus.
Corbino behaalde erkenning met zijn studie naar de invloed van externe magnetische velden op de beweging van elektronen in metalen en als ontdekker van het Corbino-effect (het Hall-effect, maar dan bij ronde metaaldeeltjes). Corbino ontdekte samen met de Siciliaanse natuurkundige Damiano Macaluso het Macaluso-Corbino-effect: een sterke magnetische rotatie op het gebied van polarisatie, waar te nemen bij golflengten die dicht liggen bij de spectraallijn van het materiaal waar licht doorheen gaat.
Van Corbino is ook bekend dat hij een groep jonge natuurkundigen ondersteunde onder leiding van Enrico Fermi, wiens mentor Corbino was.

## Academische en politieke werkzaamheden
Op zijn negende nam het plaatselijke seminarie Corbino op in de hoop van hem een priester te maken. Twee jaar later vertrok hij echter bij een gebrek aan motivatie hiervoor. Omdat er geen goede leraren voorhanden waren, gaven zijn ouders hem op voor een studie om een functie in de kerk te bekleden. Even daarna ging Corbino naar een lyceum in Catania, waar hij in twee jaar zijn studie afrondde. Na zich ingeschreven te hebben op de Universiteit van Catania stapte hij na één jaar over naar de Universiteit van Palermo. Daar ontmoette hij Macaluso, met wie Corbino later samen naam zou maken.
In 1920 was Corbino senator geworden, was minister van Onderwijs in 1921-1922 en minister van Economie in 1923-1924. Tot die laatste functie werd hij rechtstreeks door Benito Mussolini benoemd, hoewel hij nooit tot de Nationaal-Fascistische Partij behoorde, ook daarna niet. Corbino was hoogleraar natuurkunde in Messina (1905) en in Rome (1908). In 1909 ontving hij de Matteucci Medal.

## Persoonlijk leven
Corbino kwam uit een gezin van zeven kinderen, drie meisjes en vier jongens. Orso was daarvan het tweede kind.